# Heden City Bandy

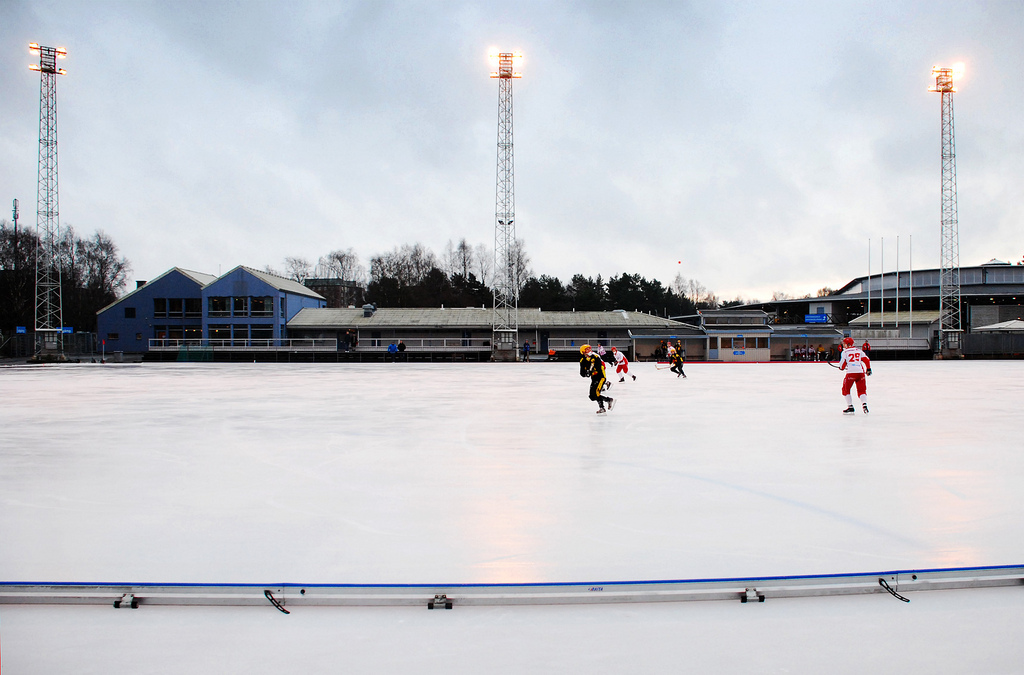
Heden City Bandy mot Oskarströms BK på Ruddalen, 9 december 2009.

Heden City Bandy var fram till 2009/2010 en bandyklubb i Göteborg som tränade och spelade sina hemmamatcher på Ruddalens IP. Klubben hette fram till 2005 Tuve Bandy och Landhockey Klubb och grundades 1975 i Tuve.
Klubben hade under sina glansdagar en mängd ungdoms-, dam- samt herrlag. Allt eftersom intresset för bandy falnade i Tuve och i samband med att klubbstugan brann ner under slutet av 1990-talet dog stora delar av klubben. Klubben höll sig nätt och jämnt levande, framförallt tack vare ursprungsgrundaren Curt Dahlins oavbrutna engagemang.
År 2005 valde styrelsen att byta namn på klubben för att få en starkare anknytning till Heden och därmed till Göteborgs centrum. Det nya namnet på klubben blev Heden City Bandyklubb, Heden CBK. Curt Dahlin och flera av de äldre gentlemännen i föreningen gick under 2006 sin egen väg och startade den nya klubben Heden Bandy, vilken, namnet och klubbfärgerna till trots, var en skild förening från Heden City Bandy.
Heden City, nu bestående till största delen studenter och några före detta SK Höjden-/GAIS Bandy-spelare, inledde vintern 2008-2009 ett samarbete med SK Höjden, vilket utmynnade i att klubben inför säsongen 2010/2011 lade ner sin verksamhet för att helt ingå i SK Höjden.

## Tabellplaceringar genom tiderna
| Säsong    | Tabellplacering                                                | Övrigt                                |
| --------- | -------------------------------------------------------------- | ------------------------------------- |
| 2007/2008 | 1:a i Division 2 Västkusttvåan, Göteborg/Halland/Västergötland | Valde att stanna i Div. 2             |
| 2008/2009 | 2:a i Division 2 Mitt                                          | Vidare till spel i Division 2 Grupp A |
| 2008/2009 | 3:a i Division 2 Grupp A                                       |                                       |